# Olympische Sommerspiele 1996/Teilnehmer (Kanada)
| Gelbes Symbol für Goldmedaillen mit stilisierten Olympischen Ringen | Graues Symbol für Silbermedaillen mit stilisierten Olympischen Ringen | Braundes Symbol für Bronzemedaillen mit stilisierten Olympischen Ringen |
| ------------------------------------------------------------------- | --------------------------------------------------------------------- | ----------------------------------------------------------------------- |
| 3                                                                   | 11                                                                    | 8                                                                       |

Kanada nahm an den Olympischen Sommerspielen 1996 in Atlanta, USA, mit einer Delegation von 303 Sportlern (152 Männer und 151 Frauen) teil.

## Medaillengewinner
Mit drei gewonnenen Gold-, elf Silber- und acht Bronzemedaillen belegte das kanadische Team Platz 21 im Medaillenspiegel.

### Gold
| Name/n                                                      | Sportart       | Wettkampf            |
| ----------------------------------------------------------- | -------------- | -------------------- |
| Donovan Bailey                                              | Leichtathletik | 100 Meter            |
| Robert Esmie, Glenroy Gilbert, Bruny Surin & Donovan Bailey | Leichtathletik | 4 × 100 Meter        |
| Marnie McBean & Kathleen Heddle                             | Rudern         | Frauen, Doppelzweier |

### Silber
| Name/n | Sportart          | Wettkampf                             |
| --- | ----------------- | ------------------------------------- |
| David Defiagbon | Boxen             | Schwergewicht                         |
| Caroline Brunet | Kanu              | Frauen, Einer-Kajak, 500 Meter        |
| Brian Walton | Radsport          | Punktefahren                          |
| Alison Sydor | Radsport          | Frauen, Mountainbike, Cross-Country   |
| Guivi Sissaouri | Ringen            | Bantamgewicht, Freistil               |
| Derek Porter | Rudern            | Einer                                 |
| Brian Peaker, Jeffrey Lay, Dave Boyes & Gavin Hassett                                                                                      | Rudern            | Leichtgewichts-Vierer ohne Steuermann |
| Silken Laumann | Rudern            | Frauen, Einer                         |
| Heather McDermid, Tosha Tsang, Maria Maunder, Alison Korn, Emma Robinson, Anna van der Kamp, Jessica Monroe, Theresa Luk & Lesley Thompson | Rudern            | Frauen, Achter                        |
| Marianne Limpert | Schwimmen         | 200 Meter Lagen                       |
| Lisa Alexander, Janice Bremner, Karen Clark, Karen Fonteyne, Sylvie Fréchette, Christine Larsen, Cari Read & Erin Woodley                  | Synchronschwimmen | Teamwettbewerb                        |

### Bronze
| Name/n                                                             | Sportart        | Wettkampf                                      |
| ------------------------------------------------------------------ | --------------- | ---------------------------------------------- |
| John Child & Mark Heese                                            | Beachvolleyball | Herrenwettkampf                                |
| Curt Harnett                                                       | Radsport        | Sprint                                         |
| Clara Hughes                                                       | Radsport        | Frauen, Straßenrennen Frauen, Einzelzeitfahren |
| Laryssa Biesenthal, Diane O’Grady, Kathleen Heddle & Marnie McBean | Rudern          | Frauen, Doppelvierer                           |
| Curtis Myden                                                       | Schwimmen       | 200 Meter Lagen 400 Meter Lagen                |
| Annie Pelletier                                                    | Wasserspringen  | Frauen, Kunstspringen                          |

## Teilnehmer nach Sportarten

### Badminton
- Iain Sydie
Einzel: 9. Platz
Doppel: 17. Platz
Mixed, Doppel: 17. Platz

- Jaimie Dawson
Einzel: 17. Platz
Doppel: 17. Platz

- Anil Kaul
Doppel: 17. Platz
Mixed, Doppel: 17. Platz

- Darryl Yung
Doppel: 17. Platz
Mixed, Doppel: 9. Platz

- Denyse Julien
Frauen, Einzel: 17. Platz
Frauen, Doppel: 17. Platz
Mixed, Doppel: 9. Platz

- Doris Piché
Frauen, Einzel: 17. Platz
Mixed, Doppel: 17. Platz

- Si-an Deng
Frauen, Doppel: 17. Platz
Mixed, Doppel: 17. Platz

### Basketball
- Frauenteam
11. Platz

- Kader
Bev Smith
Karla Karch-Gailus
Camille Thompson
Sue Stewart
Shawna Molcak
Jodi Evans
Cynthia Johnston
Dianne Norman
Martina Jerant
Kelly Boucher
Andrea Blackwell
Marlelynn Lange-Harris

### Bogenschießen
- Jeannot Robitaille
Einzel: 37. Platz
Mannschaft: 15. Platz

- Robert Rusnov
Einzel: 38. Platz
Mannschaft: 15. Platz

- Kevin Sally
Einzel: 49. Platz
Mannschaft: 15. Platz

### Boxen
- Domenic Figliomeni
Halbfliegengewicht: 17. Platz

- Claude Lambert
Bantamgewicht: 17. Platz

- Casey Patton
Federgewicht: 17. Platz

- Mike Strange
Leichtgewicht: 5. Platz

- Phil Boudreault
Halbweltergewicht: 9. Platz

- Hercules Kyvelos
Weltergewicht: 17. Platz

- Nick Farrell
Halbmittelgewicht: 17. Platz

- Randall Thompson
Mittelgewicht: 17. Platz

- Troy Amos-Ross
Halbschwergewicht: 5. Platz

- David Defiagbon
Schwergewicht: Silber

- Jean-François Bergeron
Superschwergewicht: 9. Platz

### Fechten
- Jean-Marc Chouinard
Degen, Einzel: 19. Platz
Degen, Mannschaft: 9. Platz

- Danek Nowosielski
Degen, Einzel: 20. Platz
Degen, Mannschaft: 9. Platz

- James Ransom
Degen, Einzel: 38. Platz
Degen, Mannschaft: 9. Platz

- Jean-Paul Banos
Säbel, Einzel: 29. Platz
Säbel, Mannschaft: 10. Platz

- Tony Plourde
Säbel, Einzel: 30. Platz
Säbel, Mannschaft: 10. Platz

- Jean-Marie Banos
Säbel, Einzel: 31. Platz
Säbel, Mannschaft: 10. Platz

### Gewichtheben
- Jean Lavertue
Federgewicht: 28. Platz

- Serge Tremblay
Leichtschwergewicht: 13. Platz

### Judo
- Taro Tan
Halbleichtgewicht: 17. Platz

- Colin Morgan
Halbmittelgewicht: 21. Platz

- Nicolas Gill
Mittelgewicht: 7. Platz

- Keith Morgan
Halbschwergewicht: 17. Platz

- Carolyne Lepage
Frauen, Superleichtgewicht: 13. Platz

- Nathalie Gosselin
Frauen, Halbleichtgewicht: 14. Platz

- Marie-Josée Morneau
Frauen, Leichtgewicht: 16. Platz

- Michelle Buckingham
Frauen, Halbmittelgewicht: 13. Platz

- Niki Jenkins
Frauen, Halbschwergewicht: 13. Platz

- Nancy Filteau
Frauen, Schwergewicht: 9. Platz

### Kanu
- Renn Crichlow
Einer-Kajak, 500 Meter: Halbfinale
Vierer-Kajak, 1000 Meter: 7. Platz

- Erik Gervais
Einer-Kajak, 1000 Meter: Viertelfinale

- Mihai Apostol
Vierer-Kajak, 1000 Meter: 7. Platz

- Peter Giles
Vierer-Kajak, 1000 Meter: 7. Platz

- Liam Jewell
Vierer-Kajak, 1000 Meter: 7. Platz

- David Ford
Einer-Kajak, Slalom: 15. Platz

- Steve Giles
Einer-Canadier, 500 Meter: 8. Platz
Zweier-Canadier, 1000 Meter: 9. Platz

- Gavin Maxwell
Einer-Canadier, 1000 Meter: Halbfinale

- Attila Buday
Zweier-Canadier, 500 Meter: Halbfinale

- Tamas Buday junior
Zweier-Canadier, 500 Meter: Halbfinale

- Dan Howe
Zweier-Canadier, 1000 Meter: 9. Platz

- Larry Norman
Einer-Canadier, Slalom: 18. Platz

- Benoît Gauthier
Zweier-Canadier, Slalom: 8. Platz

- François Letourneau
Zweier-Canadier, Slalom: 8. Platz

- Caroline Brunet
Frauen, Einer-Kajak, 500 Meter: Silber

- Marie-Josée Gibeau-Ouimet
Frauen, Zweier-Kajak, 500 Meter: 5. Platz
Frauen, Vierer-Kajak, 500 Meter: 5. Platz

- Corrina Kennedy
Frauen, Zweier-Kajak, 500 Meter: 5. Platz
Frauen, Vierer-Kajak, 500 Meter: 5. Platz

- Alison Herst
Frauen, Vierer-Kajak, 500 Meter: 5. Platz

- Klara MacAskill
Frauen, Vierer-Kajak, 500 Meter: 5. Platz

- Margaret Langford
Frauen, Einer-Kajak, Slalom: 8. Platz

- Sheryl Boyle
Frauen, Einer-Kajak, Slalom: 27. Platz

### Leichtathletik
- Donovan Bailey
100 Meter: Gold 
4 × 100 Meter: Gold

- Bruny Surin
100 Meter: Halbfinale
4 × 100 Meter: Gold

- Glenroy Gilbert
100 Meter: Viertelfinale
4 × 100 Meter: Gold

- O’Brian Gibbons
200 Meter: Vorläufe

- Carlton Chambers
200 Meter: Vorläufe
4 × 100 Meter: Gold

- Peter Ogilvie
200 Meter: Vorläufe

- Graham Hood
1500 Meter: Vorläufe

- Jeff Schiebler
10.000 Meter: Vorläufe

- Peter Fonseca
Marathon: 21. Platz

- Carey Nelson
Marathon: 35. Platz

- Bruce Deacon
Marathon: 39. Platz

- Tim Kroeker
110 Meter Hürden: Viertelfinale

- Joël Bourgeois
3000 Meter Hindernis: Halbfinale

- Robert Esmie
4 × 100 Meter: Gold

- Martin St. Pierre
20 Kilometer Gehen: 36. Platz

- Arturo Huerta
20 Kilometer Gehen: 42. Platz

- Tim Berrett
50 Kilometer Gehen: 10. Platz

- Charles Lefrançois
Hochsprung: 15. Platz in der Qualifikation

- Richard Duncan
Weitsprung: 34. Platz in der Qualifikation

- Brad Snyder
Kugelstoßen: 31. Platz in der Qualifikation

- Jason Tunks
Diskuswurf: 33. Platz in der Qualifikation

- Mike Smith
Zehnkampf: 13. Platz

- Tara Perry
Frauen, 200 Meter: Vorläufe
Frauen, 4 × 100 Meter: Vorläufe

- LaDonna Antoine
Frauen, 400 Meter: Viertelfinale
Frauen, 4 × 100 Meter: Vorläufe

- Charmaine Crooks
Frauen, 800 Meter: Vorläufe

- Leah Pells
Frauen, 1500 Meter: 4. Platz

- Paula Schnurr
Frauen, 1500 Meter: Vorläufe

- Kathy Butler
Frauen, 5000 Meter: Vorläufe

- Robyn Meagher
Frauen, 5000 Meter: Vorläufe

- Danuta Bartoszek
Frauen, Marathon: 32. Platz

- May Allison
Frauen, Marathon: 52. Platz

- Keturah Anderson
Frauen, 100 Meter Hürden: Viertelfinale
Frauen, 4 × 100 Meter: Vorläufe

- Lesley Tashlin
Frauen, 100 Meter Hürden: Vorläufe
Frauen, 4 × 100 Meter: Vorläufe

- Sonia Paquette
Frauen, 100 Meter Hürden: Vorläufe

- Rosey Edeh
Frauen, 400 Meter Hürden: 6. Platz

- Janice McCaffrey
Frauen, 10 Kilometer Gehen: 25. Platz

- Tina Poitras
Frauen, 10 Kilometer Gehen: 32. Platz

- Nicole Devonish
Frauen, Weitsprung: 34. Platz in der Qualifikation

- Catherine Bond-Mills
Siebenkampf: 25. Platz

### Radsport
- Steve Bauer
Straßenrennen, Einzel: 41. Platz

- Michael Barry
Straßenrennen, Einzel: 64. Platz

- Gord Fraser
Straßenrennen, Einzel: 75. Platz

- Eric Wohlberg
Straßenrennen, Einzel: 80. Platz
Einzelzeitfahren: 26. Platz

- Jacques Landry
Straßenrennen, Einzel: 88. Platz

- Curt Harnett
Sprint: Bronze

- Brian Walton
Punkterennen: Silber

- Warren Sallenback
Mountainbike, Cross-Country: 13. Platz

- Andreas Hestler
Mountainbike, Cross-Country: 31. Platz

- Clara Hughes
Frauen, Straßenrennen, Einzel: Bronze 
Frauen, Einzelzeitfahren: Bronze

- Sue Palmer-Komar
Frauen, Straßenrennen, Einzel: 10. Platz

- Linda Jackson
Frauen, Straßenrennen, Einzel: ??
Frauen, Einzelzeitfahren: 9. Platz

- Tanya Dubnicoff
Frauen, Sprint: 8. Platz

- Alison Sydor
Frauen, Mountainbike, Cross-Country: Silber

- Lesley Tomlinson
Frauen, Mountainbike, Cross-Country: 13. Platz

### Reiten
- Leonie Bramall
Dressur, Einzel: 29. Platz
Dressur, Mannschaft: 10. Platz

- Evi Strasser
Dressur, Einzel: 43. Platz
Dressur, Mannschaft: 10. Platz

- Gina Smith
Dressur, Einzel: 44. Platz
Dressur, Mannschaft: 10. Platz

- Ian Millar
Springreiten, Einzel: 46. Platz in der Qualifikation
Springreiten, Mannschaft: 16. Platz

- Mac Cone
Springreiten, Einzel: 52. Platz in der Qualifikation
Springreiten, Mannschaft: 16. Platz

- Linda Southern-Heathcott
Springreiten, Einzel: 58. Platz in der Qualifikation
Springreiten, Mannschaft: 16. Platz

- Christopher Delia
Springreiten, Einzel: 66. Platz in der Qualifikation
Springreiten, Mannschaft: 16. Platz

- Kelli McMullen-Temple
Vielseitigkeit, Einzel: 18. Platz
Vielseitigkeit, Mannschaft: 14. Platz

- Claire Smith
Vielseitigkeit, Mannschaft: 14. Platz

- Stuart Young-Black
Vielseitigkeit, Mannschaft: 14. Platz

- Therese Washtock
Vielseitigkeit, Mannschaft: 14. Platz

### Rhythmische Sportgymnastik
- Camille Martens
Einzel: Vorläufe

### Ringen
- Ainsley Robinson
Federgewicht, griechisch-römisch: 18. Platz

- Colin Daynes
Leichtgewicht, griechisch-römisch: 14. Platz

- Doug Cox
Halbschwergewicht, griechisch-römisch: 19. Platz

- Colbie Bell
Schwergewicht, griechisch-römisch: 17. Platz

- Yogi Johl
Superschwergewicht, griechisch-römisch: 13. Platz

- Paul Ragusa
Halbfliegengewicht, Freistil: 16. Platz

- Greg Woodcroft
Fliegengewicht, Freistil: 8. Platz

- Gia Sissaouri
Bantamgewicht, Freistil: Silber

- Marty Calder
Federgewicht, Freistil: 7. Platz

- Craig Roberts
Leichtgewicht, Freistil: 12. Platz

- David Hohl
Weltergewicht, Freistil: 9. Platz

- Scott Bianco
Halbfliegengewicht, Freistil: 15. Platz

- Oleg Ladik
Schwergewicht, Freistil: 8. Platz

- Andrew Borodow
Superschwergewicht, Freistil: 14. Platz

### Rudern
- Derek Porter-Nesbitt
Einer: Silber

- Michael Forgeron
Doppelzweier: 7. Platz

- Todd Hallett
Doppelzweier: 7. Platz

- Greg Stevenson
Achter: 4. Platz

- Phil Graham
Achter: 4. Platz

- Henry Hering
Achter: 4. Platz

- Mark Platt
Achter: 4. Platz

- Darren Barber
Achter: 4. Platz

- Andy Crosby
Achter: 4. Platz

- Scott Brodie
Achter: 4. Platz

- Adam Parfitt
Achter: 4. Platz

- Pat Newman
Achter: 4. Platz

- Jeffrey Lay
Leichtgewichts-Vierer ohne Steuermann: Silber

- Dave Boyes
Leichtgewichts-Vierer ohne Steuermann: Silber

- Gavin Hassett
Leichtgewichts-Vierer ohne Steuermann: Silber

- Brian Peaker
Leichtgewichts-Vierer ohne Steuermann: Silber

- Silken Laumann
Frauen, Einer: Silber

- Marnie McBean
Frauen, Doppelzweier: Gold 
Frauen, Doppelvierer: Bronze

- Kathleen Heddle
Frauen, Doppelzweier: Gold 
Frauen, Doppelvierer: Bronze

- Emma Robinson
Zweier ohne Steuerfrau: 5. Platz
Frauen, Achter: Silber

- Anna van der Kamp
Zweier ohne Steuerfrau: 5. Platz
Frauen, Achter: Silber

- Laryssa Biesenthal
Frauen, Doppelvierer: Bronze

- Diane O’Grady
Frauen, Doppelvierer: Bronze

- Heather McDermid
Frauen, Achter: Silber

- Tosha Tsang
Frauen, Achter: Silber

- Maria Maunder
Frauen, Achter: Silber

- Alison Korn
Frauen, Achter: Silber

- Jessica Monroe
Frauen, Achter: Silber

- Theresa Luke
Frauen, Achter: Silber

- Lesley Thompson
Frauen, Achter: Silber

- Colleen Miller
Frauen, Leichtgewichts-Doppelzweier: 7. Platz

- Wendy Wiebe
Frauen, Leichtgewichts-Doppelzweier: 7. Platz

### Schießen
- Jean-François Sénécal
Luftgewehr: 30. Platz

- Michel Dion
Kleinkaliber, Dreistellungskampf: 43. Platz
Kleinkaliber, liegend: 30. Platz

- George Leary
Trap: 8. Platz

- Ian Shaw
Trap: 45. Platz

- Kirk Reynolds
Doppeltrap: 12. Platz

- Rodney Boll
Doppeltrap: 19. Platz

- Clayton Miller
Skeet: 20. Platz

- Jason Caswell
Skeet: 53. Platz

- Cynthia Meyer
Frauen, Doppeltrap: 15. Platz

### Schwimmen
- Hugues Legault
50 Meter Freistil: 39. Platz

- Stephen Clarke
100 Meter Freistil: 15. Platz
100 Meter Schmetterling: 7. Platz
4 × 100 Meter Lagen: 12. Platz

- Rob Braknis
100 Meter Rücken: 16. Platz
4 × 100 Meter Lagen: 12. Platz

- Chris Renaud
100 Meter Rücken: 18. Platz
200 Meter Rücken: 10. Platz

- Jon Cleveland
100 Meter Brust: 23. Platz
200 Meter Brust: 15. Platz
4 × 100 Meter Lagen: 12. Platz

- Eddie Parenti
100 Meter Schmetterling: 15. Platz
4 × 100 Meter Lagen: 12. Platz

- Casey Barrett
200 Meter Schmetterling: 11. Platz

- Curtis Myden
200 Meter Lagen: Bronze 
400 Meter Lagen: Bronze

- Martine Dessureault
Frauen, 50 Meter Freistil: 26. Platz

- Laura Nicholls
Frauen, 50 Meter Freistil: 29. Platz

- Shannon Shakespeare
Frauen, 100 Meter Freistil: 17. Platz
Frauen, 4 × 100 Meter Freistil: 7. Platz
Frauen, 4 × 200 Meter Freistil: 5. Platz
Frauen, 4 × 100 Meter Lagen: 5. Platz

- Joanne Malar
Frauen, 200 Meter Freistil: 16. Platz
Frauen, 4 × 200 Meter Freistil: 5. Platz
Frauen, 200 Meter Lagen: 4. Platz
Frauen, 400 Meter Lagen: 9. Platz

- Andrea Schwartz
Frauen, 400 Meter Freistil: 20. Platz
Frauen, 4 × 200 Meter Freistil: 5. Platz
Frauen, 200 Meter Schmetterling: 6. Platz

- Nikki Dryden
Frauen, 800 Meter Freistil: 14. Platz

- Stephanie Richardson
Frauen, 800 Meter Freistil: 19. Platz

- Julie Howard
Frauen, 4 × 100 Meter Freistil: 7. Platz
Frauen, 100 Meter Rücken: 15. Platz
Frauen, 200 Meter Rücken: 20. Platz
Frauen, 4 × 100 Meter Lagen: 5. Platz

- Andrea Moody
Frauen, 4 × 100 Meter Freistil: 7. Platz

- Marianne Limpert
Frauen, 4 × 100 Meter Freistil: 7. Platz
Frauen, 4 × 200 Meter Freistil: 5. Platz
Frauen, 200 Meter Lagen: Silber

- Jessica Deglau
Frauen, 4 × 200 Meter Freistil: 5. Platz
Frauen, 200 Meter Schmetterling: 6. Platz

- Sophie Simard
Frauen, 4 × 200 Meter Freistil: 5. Platz

- Guylaine Cloutier
Frauen, 100 Meter Brust: 6. Platz
Frauen, 4 × 100 Meter Lagen: 5. Platz

- Lisa Flood
Frauen, 100 Meter Brust: 10. Platz

- Christin Petelski
Frauen, 200 Meter Brust: 8. Platz

- Riley Mants
Frauen, 200 Meter Brust: 19. Platz

- Sarah Evanetz
Frauen, 100 Meter Schmetterling: 15. Platz
Frauen, 4 × 100 Meter Lagen: 5. Platz

- Jessica Amey
Frauen, 100 Meter Schmetterling: 25. Platz

- Nancy Sweetnam
Frauen, 400 Meter Lagen: 11. Platz

### Segeln
- Alain Bolduc
Windsurfen: 16. Platz

- Richard Clarke
Finn Dinghy: 9. Platz

- Paul Hannam
470er: 20. Platz

- Brian Storey
470er: 20. Platz

- Rodney Davies
Laser: 26. Platz

- Ross MacDonald
Star: 14. Platz

- Eric Jespersen
Star: 14. Platz

- Marc Peers
Tornado: 11. Platz

- Roy Janse
Tornado: 11. Platz

- Bill Abbott
Soling: 5. Platz

- Joanne Abbott
Soling: 5. Platz

- Brad Boston
Soling: 5. Platz

- Caroll-Ann Alie
Frauen, Windsurfen: 12. Platz

- Tine Moberg-Parker
Frauen, Europe: 13. Platz

- Leigh Andrew-Pearson
Frauen, 470er: 9. Platz

- Penny Stamper-Davis
Frauen, 470er: 9. Platz

### Softball
- Frauenteam
5. Platz

- Kader
Sandy Beasley
Juanita Clayton
Karen Doell
Carrie Flemmer
Kelly Kelland
Kara McGaw
Pauline Maurice
Candace Murray
Christine Parris
Lori Sippel
Karen Snelgrove
Debbie Sonnenberg
Alecia Stephenson
Colleen Thorburn-Smith
Carmie Vairo

### Synchronschwimmen
- Frautenteam
Silver

- Kader
Christine Larsen
Karen Clark
Sylvie Fréchette
Janice Bremner
Karen Fonteyne
Valérie Hould-Marchand
Erin Woodley
Cari Read
Lisa Alexander

### Tennis
- Daniel Nestor
Einzel: 33. Platz
Doppel: 9. Platz

- Sébastien Lareau
Einzel: 33. Platz

- Grant Connell
Doppel: 9. Platz

- Patricia Hy-Boulais
Frauen, Einzel: 17. Platz
Frauen, Doppel: 5. Platz

- Jana Nejedly
Frauen, Einzel: 33. Platz

- Jill Hetherington
Frauen, Doppel: 5. Platz

### Tischtennis
- Wenguan Huang
Einzel: 5. Platz
Doppel: 17. Platz

- Joe Ng
Einzel: 49. Platz
Doppel: 17. Platz

- Lijuan Geng
Frauen, Einzel: 9. Platz
Frauen, Doppel: 17. Platz

- Petra Cada
Frauen, Einzel: 49. Platz

- Barbara Chiu
Frauen, Doppel: 17. Platz

### Turnen
- Alan Nolet
Einzelmehrkampf: 56. Platz in der Qualifikation
Barren: 80. Platz in der Qualifikation
Boden: 72. Platz in der Qualifikation
Pferdsprung: 76. Platz in der Qualifikation
Reck: 74. Platz in der Qualifikation
Ringe: 81. Platz in der Qualifikation
Seitpferd: 78. Platz in der Qualifikation

- Richard Ikeda
Einzelmehrkampf: 63. Platz in der Qualifikation
Barren: 91. Platz in der Qualifikation
Boden: 80. Platz in der Qualifikation
Pferdsprung: 90. Platz in der Qualifikation
Reck: 91. Platz in der Qualifikation
Ringe: 96. Platz in der Qualifikation
Seitpferd: 45. Platz in der Qualifikation

- Kris Burley
Einzelmehrkampf: 69. Platz in der Qualifikation
Barren: 64. Platz in der Qualifikation
Boden: 81. Platz in der Qualifikation
Pferdsprung: 40. Platz in der Qualifikation
Reck: 88. Platz in der Qualifikation
Ringe: 97. Platz in der Qualifikation
Seitpferd: 96. Platz in der Qualifikation

- Yvonne Tousek
Frauen, Einzelmehrkampf: 26. Platz
Frauen, Boden: 56. Platz in der Qualifikation
Frauen, Pferdsprung: 58. Platz in der Qualifikation
Frauen, Schwebebalken: 30. Platz in der Qualifikation
Frauen, Stufenbarren: 71. Platz in der Qualifikation

- Jennifer Exaltacion
Frauen, Einzelmehrkampf: 54. Platz in der Qualifikation
Frauen, Boden: 82. Platz in der Qualifikation
Frauen, Pferdsprung: 80. Platz in der Qualifikation
Frauen, Schwebebalken: 47. Platz in der Qualifikation
Frauen, Stufenbarren: 68. Platz in der Qualifikation

- Shanyn MacEachern
Frauen, Einzelmehrkampf: 62. Platz in der Qualifikation
Frauen, Boden: 67. Platz in der Qualifikation
Frauen, Pferdsprung: 52. Platz in der Qualifikation
Frauen, Schwebebalken: 87. Platz in der Qualifikation
Frauen, Stufenbarren: 55. Platz in der Qualifikation

### Volleyball (Beach)
- John Child
Herrenwettkampf: Bronze

- Mark Heese
Herrenwettkampf: Bronze

- Edward Raymond Drakich
Herrenwettkampf: 17. Platz

- Marc Dunn
Herrenwettkampf: 17. Platz

- Margo Malowney
Frauenwettkampf: 17. Platz

- Barb Broen Ouellette
Frauenwettkampf: 17. Platz

### Volleyball (Halle)
- Frauenteam
9. Platz

- Kader
Diane Ratnik
Josée Corbeil
Katrina von Sass
Brigitte Soucy
Erminia Russo
Michelle Sawatzky
Janis Kelly
Lori Ann Mundt
Kathy Tough
Wanda Guenette
Christine Stark
Kerri Ann Buchberger

### Wasserspringen
- Philippe Comtois
Kunstspringen: 16. Platz

- David Bédard
Kunstspringen: 19. Platz

- Annie Pelletier
Frauen, Kunstspringen: Bronze

- Eryn Bulmer
Frauen, Kunstspringen: 21. Platz

- Paige Gordon
Frauen, Turmspringen: 21. Platz

- Anne Montminy
Frauen, Turmspringen: 24. Platz